# Конайре Великий
Конайре Великий (ирл. Conaire Mór, I век до н. э.) — сын верховного короля Ирландии Этерскела и Мес Буахалы. Мес Буахала была дочерью Эсс, дочери Эохайда Айрема, верховного короля Ирландии.

## Правление
Согласно «Книге захватов Ирландии» Конайре пришел к власти после убийства своего предшественника, убийцы его отца, Нуаду Нехта. В «Разрушении Дома Да Дерга» он непосредственно наследует Этерскелу.
После смерти Этерскела был устроен «праздник быка». Суть этого обычая в том, что, вкусив мяса и бульона из быка, человек погружался в сон, и во сне он должен увидеть нового короля и описать его. Мужчина увидел во сне голого человека с пращой.

Конайре охотится на птиц, те превращаются в вооруженных мужчин, объявляют о первом гейсе: что ему запрещено охотиться на птиц, так как они являются родственниками Конайре по отцу, который обладает умением превращаться в птицу. Король птиц Невглан советует Конайре прийти голым в Тару, где он станет королём. Вместе с тем Невглан накладывает на него несколько гейсов, которые необходимо соблюдать для  сохранения благоденствия: 

- Нельзя обходить тебе Брегу слева направо, а Тару справа налево.
- Нельзя убивать тебе диких зверей Керны.
- Каждую девятую ночь не можешь ты покидать пределы Тары.
- Нельзя тебе проводить ночь в таком доме, откуда наружу виднелся б огонь или свет был заметен оттуда.
- Три Красных не должны пред тобой идти к дому Красного.
- Не должен случиться грабёж при правлении твоем.
- Да не войдут в твое жилище после захода солнца одинокий мужчина или женщина.
- Не должно тебе решать спор двух рабов.

Прибыв в Тару, он был встречен тремя правителями, одевшими его в королевскую одежду.
В начале своего правления Конайре изгоняет в Британию своих молочных братьев, занимающихся разбоем. Там они примыкают к банде одноглазого пирата Ингкела, имеющего явное сходство с хтоническим народом фоморов, несущим хаос и разрушение.
Правление Конайре Великого было длинным и мирным.

## Гибель
Его гибель также описана в ирландской саге «Разрушение Дома Да Дерга», в которой цепь событий заставляет его нарушать один за другим свои гейсы. Конайре путешествует вдоль южного побережья Ирландии и останавливается на ночь в Доме Да Дерга. В ту же ночь в этой местности высаживаются пираты, которые нападают на жилище. В ходе кровопролитной трёхдневной битвы Конайре погибает.